# ツンドラ ブルーアイス
『ツンドラ ブルーアイス』は、安野モヨコによる日本の漫画作品。1998年12月から2000年2月まで、『YOUNG YOU』（集英社）で連載された。世界で2番目に寒いところに住む2人の少年の日常を描いた作品。

## あらすじ
お調子者のノムとしっかり者のカラは二人暮らし。正反対の二人だけれど、二人だからこそ痛い頭が少し軽くなったり、こわい時も大丈夫だと思って暮らしていける。そんな二人の何でもない時間は、今日もゆっくり流れていく。

## 登場人物
ノム
お調子者で涙もろい。にんじんが嫌い。
何も考えず自由に生きて、いつもしっかり者のカラに助けられているかのように見えるが、純粋なノムの一言がカラを助ける時もある。愛でいっぱいの心優しい男の子。
カラ
しっかり者。にんじんが嫌い。
ノムが考えない「考えなきゃいけないこと」を考えたり、ノムが泣けば、なだめ、一緒に考え、一緒に過ごす。ノムのお兄ちゃんのような男の子。一見クールだが、強くて優しい。

## 書誌情報
安野モヨコ 『ツンドラ ブルーアイス』 （集英社）全1巻
- 1巻（2000年3月17日発行）ISBN 4-08-782040-8